# Пальчиківська сільська рада (Бахмацький район)
Па́льчиківська сільська́ ра́да — адміністративно-територіальна одиниця та орган місцевого самоврядування в Бахмацькому районі Чернігівської області. Адміністративний центр — село Пальчики.

## Населені пункти
Сільській раді підпорядковані населені пункти:
- с. Пальчики
- с. Веселе

## Історія
Сільська рада створена у 1989 році.
Нинішня сільська рада є однією з 20-ти сільських рад Бахмацького району і одна з 16, яка складається більше, ніж з одного населеного пункту.

## Населення
Станом на 01.01.2012 року по сільській раді налічується 218 наявних господарств, з них 180 по с. Пальчики і 38 по с. Веселому. Населення сільради — 470 осіб (2012), з них у розрізі по селах: село Пальчики — 396 осіб, село Веселе — 67 осіб.

## Господарство
На території сільської ради функціонують такі підприємства, установи та організації: комунальне підприємство «Турбота», селянсько-фермерське господарство «Зоря», підприємство «Екобуд ХХІ», Пальчиківський НВК, сільський клуб, ФАП, філія районної бібліотеки, філія поштового відділення зв'язку, місцева пожежна охорона, два приватні магазини, Свято-Троїцька церква.

## Склад ради
Рада складається з 12 депутатів та голови.
- Голова ради: Кривуля Михайло Іванович
- Секретар ради: Кіреєва Катерина Михайлівна

### Керівний склад попередніх скликань
| Прізвище, ім'я, по батькові | Основні відомості                                                 | Дата обрання | Дата звільнення |
| --------------------------- | ----------------------------------------------------------------- | ------------ | --------------- |
| Неволько Юрій Миколайович   | Сільський голова, 1968 року народження, член Народної партії      | 26.03.2006   | 31.10.2010      |
| Кривуля Михайло Іванович    | Сільський голова, 1968 року народження, освіта вища, безпартійний | 31.10.2010   |                 |

Примітка: таблиця складена за даними сайту Верховної Ради України

### Депутати
За результатами місцевих виборів 2010 року депутатами ради стали:

#### За суб'єктами висування
| Суб'єкт висування | Кількість обраних депутатів | %    |
| ----------------- | --------------------------- | ---- |
| Партія регіонів   | 10                          | 83,3 |
| Самовисування     | 2                           | 16,7 |

#### За округами
| № округу        | Прізвище, ім'я, по батькові   | Дата визнання обраним | Освіта  | Партійна приналежність | Відомості про обраного депутата                     |
| --------------- | ----------------------------- | --------------------- | ------- | ---------------------- | --------------------------------------------------- |
| Партія регіонів |                               |                       |         |                        |                                                     |
| 2               | Циганок Марина Вікторівна     | 01.11.2010            | вища    | член Партії регіонів   | Пальчиківська загальноосвітня школа, вчитель        |
| 3               | Кошель Світлана Миколаївна    | 01.11.2010            | вища    | член Партії регіонів   | Пальчиківська сільська рада, головний бухгалтер     |
| 4               | Богдан Дмитро Іванович        | 01.11.2010            | середня | член Партії регіонів   | Пожежна охорона, водій                              |
| 5               | Лемішко Наталія Іванівна      | 01.11.2010            | вища    | член Партії регіонів   | Пальчиківська загальноосвітня школа, вчитель        |
| 6               | Петренко Ніна Миколаївна      | 01.11.2010            | вища    | член Партії регіонів   | КП «Турбота», бухгалтер                             |
| 7               | Левчановський Микола Іванович | 01.11.2010            | вища    | член Партії регіонів   | Пальчиківська загальноосвітня школа, вчитель        |
| 8               | Яременко Лілія Миколаївна     | 01.11.2010            | вища    | член Партії регіонів   | Пальчиківська загальноосвітня школа, вчитель        |
| 10              | Кірєєва Катерина Михайлівна   | 01.11.2010            | середня | член Партії регіонів   | Пальчиківська сільська рада, секретар               |
| 11              | Шеремет Микола Володимирович  | 01.11.2010            | вища    | член Партії регіонів   | Борзнянський МУВГ, робітник                         |
| 12              | Матюх Василь Васильович       | 01.11.2010            | вища    | член Партії регіонів   | тимчасово не працює                                 |
| Самовисування   |                               |                       |         |                        |                                                     |
| 1               | Шульга Микола Минович         | 01.11.2010            | вища    | позапартійний          | Пальчиківська загальноосвітня школа, вчитель        |
| 9               | Курінець Наталія Петрівна     | 01.11.2010            | вища    | позапартійна           | дошкільний навчальний заклад «Веселка», завідувачка |